# Юнгвальд-Хилькевич, Эмиль-Ольгерд Иосифович
Эми́ль-О́льгерд Ио́сифович Ю́нгвальд-Хильке́вич (14 [26] апреля 1897, Киев, Российская империя — 6 августа 1967, Ташкент, Узбекская ССР, СССР) — советский оперный режиссёр и педагог; народный артист Узбекской ССР (1939). Один из основоположников узбекской оперы.

## Биография
Эмиль-Ольгерд родился 1897 году в Киеве. Его отец происходил из польского шляхетского рода, владел железными дорогами в Западной Украине. Mать была итальянкой, родной сестрой оперной певицы Лины Кавальери. По семейному преданию Юнгвальда-Хилькевича-младшего назвали Эмилем в честь Эмиля Золя, который был влюблён в его мать.
Учился в киевской Первой Императорской Александровской гимназии, в которой ранее учились Александр Вертинский и Константин Паустовский. В 1920 году окончил Киевскую театральную академию. 
Творческую деятельность начал в Киевском театре оперы и балета имени К. Либкнехта. С 1922 по 1934 года работал режиссёром в оперных театрах Харькова, Житомира, Одессы и Перми. В русском Театре оперы и балета им. Свердлова, в Узбекском музыкальном театре в Ташкенте (ныне — Театр имени Мукими, (1934—1940) и в театре оперы и балета имени Абая в Алма-Ате (1940—1943) работал в должности главного режиссёра и художественным руководителем. В 1943—1964 годах был главным режиссёром в Театре оперы и балета имени А. Навои в Ташкенте. С 1947 года работал педагогом (с 1964 года — доцентом) в Ташкентской консерватории.
В 1945 году вступил в ВКП(б). Был депутатом Верховного совета четырёх созывов.
Умер 6 августа 1967 года в Ташкенте. Похоронен на Боткинском кладбище.

## Награды и звания
- Два ордена Трудового Красного Знамени (16.01.1950 и 18.03.1959)[6]
- орден «Знак Почёта» (31.05.1937) — за выдающиеся заслуги в деле развития узбекского музыкального и танцевального искусства[7][8]
- Народный артист Узбекской ССР (1939)

## Семья
Был женат на Нине Ивановне Юнгвальд-Хилькевич (урождённой Буйко; 1909—1992). Сын — Георгий Эмильевич Юнгвальд-Хилькевич (1934—2015) — советский и российский кинорежиссёр, сценарист, художник, продюсер. Внучки: Наталья Юнгвальд-Хилькевич (род. 1960) и Нина Юнгвальд-Хилькевич (род. 1997).

## Творчество

### Оперы
- «Ер Таргын» Е. Брусиловского  — 1938
- «Нергиз» Магомаева  — 1939
- «Буран» М. Ашрафи и С. Василенко  — 1939
- «Тут-кын кыз» («Пленница»)   В. Великанова — 1939
- «Алтын Астык»(«Золотое зерно») Е. Брусиловского  — 1940
- «Евгений Онегин» (на узбекском языке) П. Чайковского — 1940
- «Иван Сусанин» Е. Брусиловского  — 1941
- «Тахир и Зухра» Т. Джалилова и Б. Бровцина — 1948
- «Кармен» Ж. Бизе  — 1944 (возобновлен 1950)
- «Пиковая дама» П. Чайковского  — 1947 (возобновлен 1950)
- «Дилярам» М. Ашрафи — 1958
- «Князь Игорь» А. Бородина — 1963

### Музыкальная драма
- « Фархад и Ширин» В. Успенского и Г. Мушеля — 1937[11]